# Peter van Supravilla
Peter van Supravilla (Avignon, 15e eeuw – Orange, 14 september 1477), in het Frans Pierre de Surville, of Peter V van Orange was bisschop van Orange (1476-1477) in het prinsdom Oranje, net geannexeerd door Frankrijk (1475).

## Levensloop

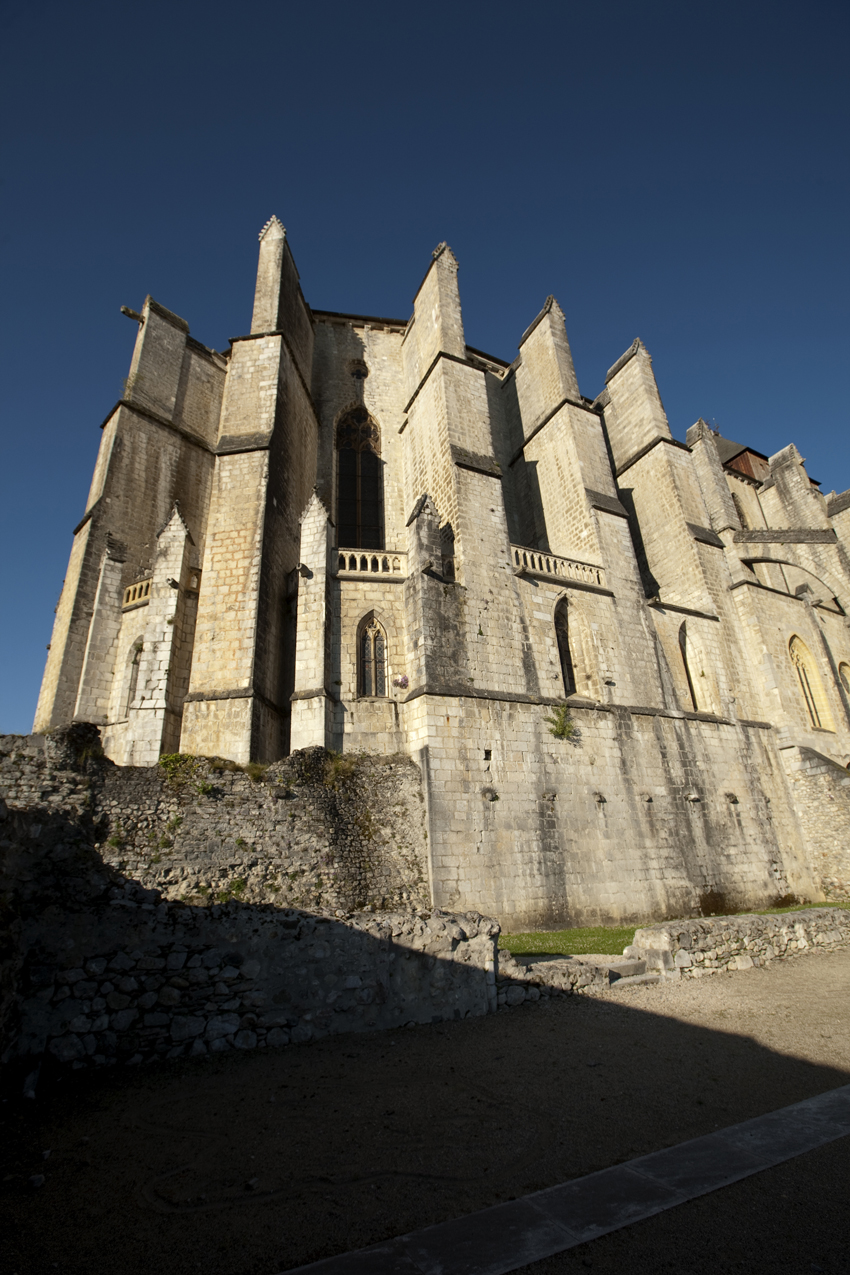
Kathedraal van Saint-Bertrand-de-Comminges, waar Supravilla zijn carrière als geestelijke begon

Supravilla werd geboren in Avignon, gelegen in de Comtat Venaissin, een pauselijke staat in het Heilige Roomse Rijk. Hij begon zijn carrière als geestelijke in Saint-Bertrand-de-Comminges. Hij was er aartsdiaken in het bisdom Comminges, wat territoriaal overeen kwam met het graafschap Comminges.
Later werd hij hoogleraar in kerkelijk recht en burgerlijk recht aan de universiteit van Avignon, zijn geboortestad. 
Het kapittel van de kathedraal van Orange verkoos hem tot bisschop, na de dood van Jan IV of Jan Gombert (1476). Peter aarzelde om de bisschopszetel in te nemen omwille van het geruzie tussen het kapittel en de vorige bisschop; Jan IV leefde op het einde van zijn leven in afzondering. Bisschop Peter V ging de dialoog aan met het kapittel. Hij stelde vast dat verschillende kanunniken niet in Orange leefden. Sommigen kwamen maar eenmaal per jaar langs om hun inkomsten op te halen. Ook meende hij dat de graanopbrengsten van het prinsdom Oranje te weinig waren om onder zeventien kanunniken te verdelen. Peter V verminderde het aantal kanunniken van 17 naar 9. Het kapittel ging hiermee akkoord.
Peter V was de eerste bisschop van Orange die aantrad nadat het prinsdom Oranje in Franse handen gekomen was (1475). Politiek heerste er chaos. Het voorheen onafhankelijk staatje was in 1475 verkocht aan koning Lodewijk XI van Frankrijk voor de prijs van 40.000 gouddukaten. De prins van Oranje Willem van Chalon-Arlay was in geldnood en had hem de soevereiniteit van Oranje afgestaan (1475). Willem van Chalon-Arlay had immers te horen gekregen van de Franse koning in Rouen op 6 juni 1475 Vous devenez… sujet du Roi, notre Sire.. vous lui faites hommage et serment de féaulté à cause de votre seigneurie et principauté d’Orange. Vertaald betekent dit U bent voortaan onderdaan van de Koning, onze Sire.. U brengt hem hulde en zweert een eed van getrouwheid (als vazal) voor uw heerlijkheid en prinsdom Orange. 
In 1477 stierf Peter V in Orange, na één jaar pontificaat.